# 6月2日
6月2日（ろくがつふつか）は、グレゴリオ暦で年始から153日目（閏年では154日目）にあたり、年末まであと212日ある。

## できごと

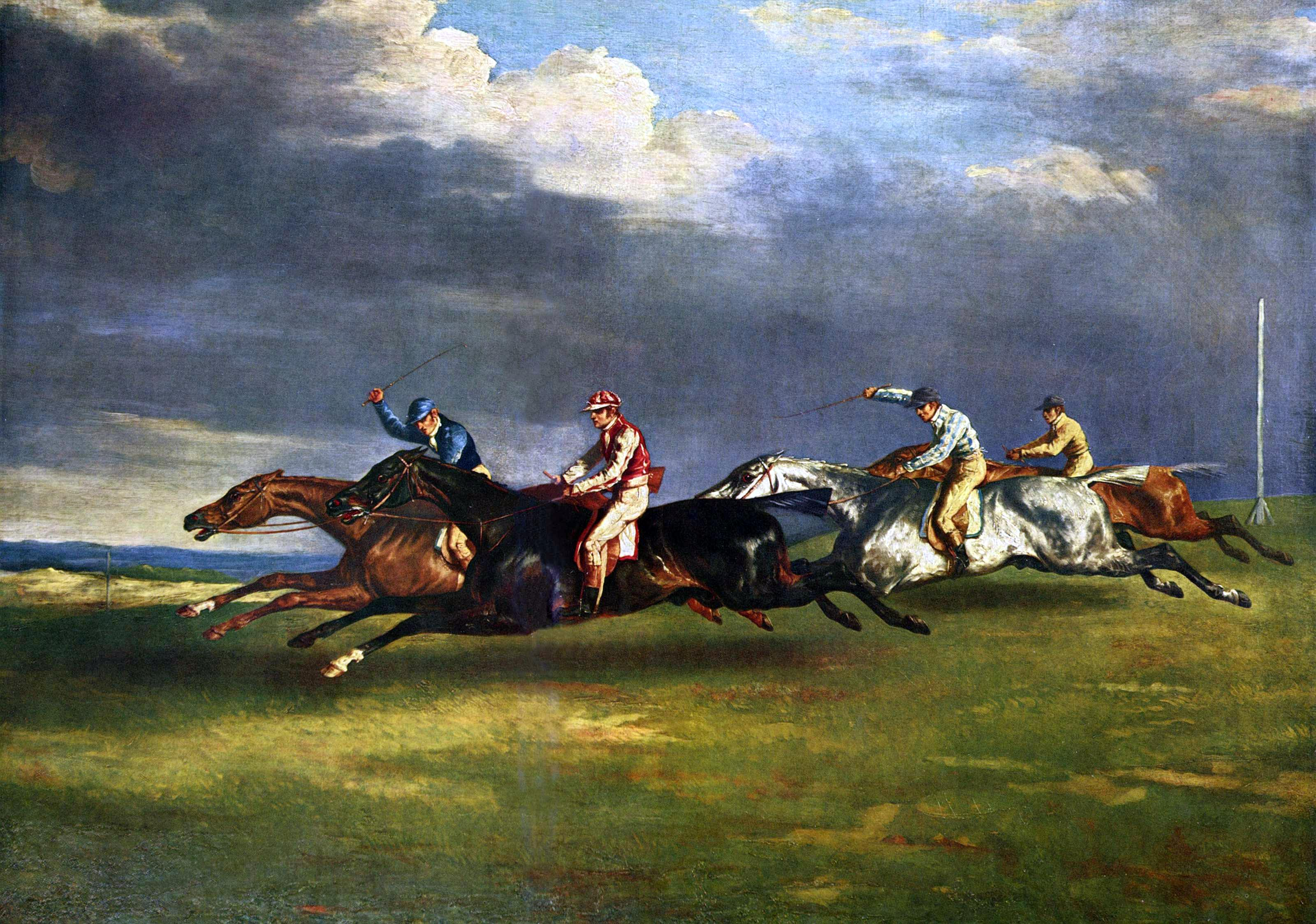
初のダービーステークス開催(1780)。画像は1821年のダービー。

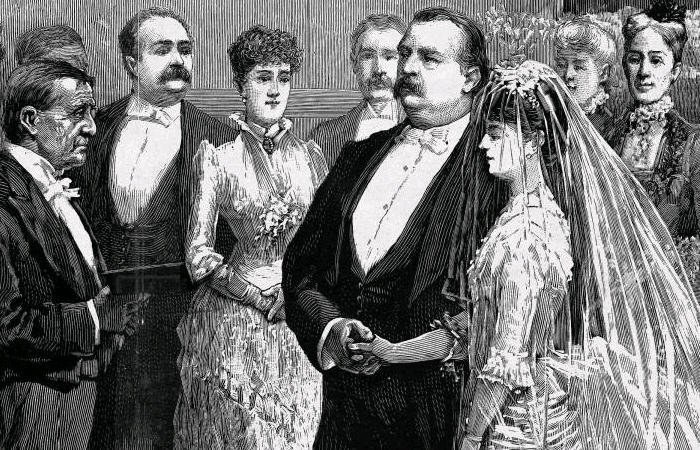
グロバー・クリーブランド、ホワイトハウス内で結婚式(1886)

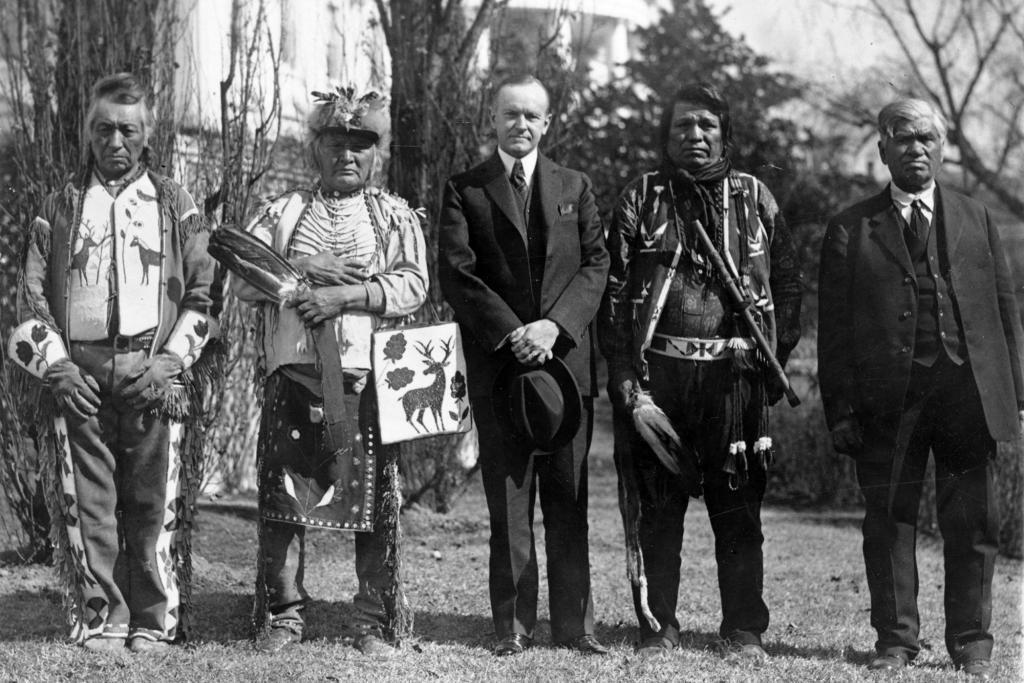
インディアン市民権法発効(1924)

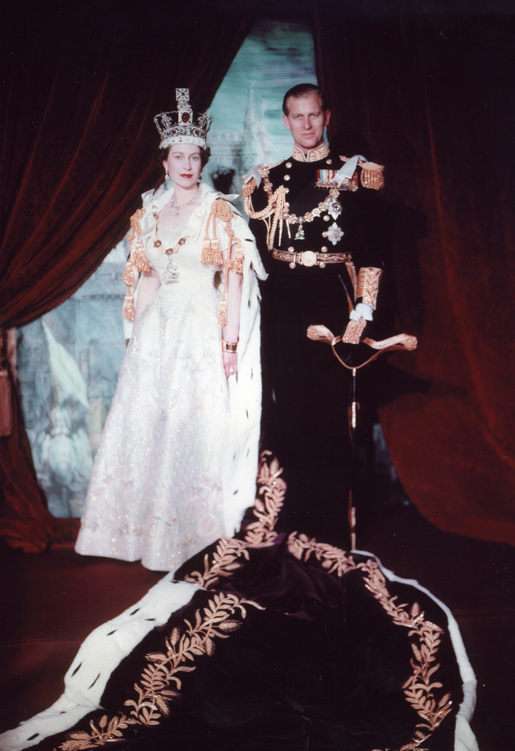
イギリス女王エリザベス2世の戴冠式(1953)

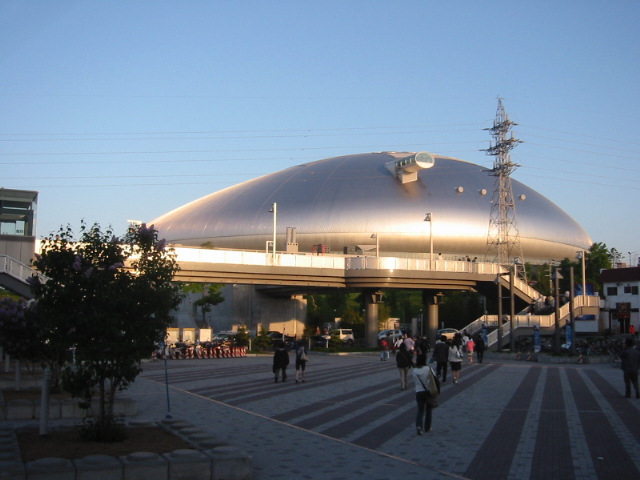
札幌ドーム開場(2001)

- 892年（寛平4年5月10日） - 菅原道真が『類聚国史』を撰進。
- 1098年 - 第1回十字軍: アンティオキア攻囲戦で十字軍がアンティオキアの城内に突入しアンティオキアが陥落。
- 1183年（寿永2年5月11日） - 治承・寿永の乱: 倶利伽羅峠の戦い。
- 1780年 - エプソム競馬場で初のダービーステークス開催。
- 1793年 - フランス革命: ジャコバン派の群衆が国民公会を包囲し、ジロンド派幹部の議員29名と大臣2名の追放と逮捕を議決させる。ジャコバン派による独裁・恐怖政治が始まる。
- 1886年 - グロバー・クリーブランド米大統領がホワイトハウスの中で結婚式を挙げる。官邸で結婚式をした唯一の大統領。
- 1901年 - 日本で桂太郎が第11代内閣総理大臣に就任し、第1次桂内閣が発足。
- 1905年 - 安芸灘を震源とするM7.4の芸予地震。死者11人。
- 1909年 - 5月31日に完成した両国国技館で初めて相撲がとられる。
- 1924年 - カルビン・クーリッジ米大統領が、アメリカ合衆国の領域内で生まれた全てのアメリカ先住民に市民権を与えるインディアン市民権法（英語版）に署名し、法律が発効。
- 1941年 - 第二次世界大戦: ドイツの降下猟兵がギリシャ・Kondomariの村人を虐殺。 (en:Massacre of Kondomari)
- 1946年 - イタリアが国民投票で王制廃止を決定。10日に共和国宣言。
- 1950年　-連合国軍最高司令官総司令部と日本国政府は、東京都内の集会、デモを同年6月5日まで禁止（6月5日には当面禁止と発表）した[1]。
- 1952年 - 菅生事件が発生。
- 1953年 - イギリス女王エリザベス2世の戴冠式を挙行。
- 1954年 - 参議院が「自衛隊の海外出動を為さざることに関する決議」を全会一致で可決。
- 1959年 - 第5回参議院議員通常選挙。
- 1966年 - サーベイヤー計画: アメリカの月探査機「サーベイヤー1号」が月面に着陸。史上初の月面軟着陸。
- 1967年 - 西ベルリンを訪問中のイラン皇帝モハンマド・レザー・パフラヴィーに対する抗議行動が西ベルリン各地で発生。デモ参加中の大学生ベンノ・オーネゾルクが私服警官カール＝ハインツ・クラスに射殺される。
- 1968年 - 九州大学電算センターファントム墜落事故。
- 1978年 - 日本航空115便しりもち事故。1985年8月12日のJAL123便墜落事故の遠因となる。
- 1979年 - ローマ教皇ヨハネ・パウロ2世が母国ポーランドを訪問。ローマ教皇による初の共産圏訪問となる。
- 1983年 - 蔵前国技館でハルク・ホーガンのアックスボンバーを喰らったアントニオ猪木がリング下へ転落して舌を出して失神、救急車で搬送される。
- 1986年 - 衆議院解散。（死んだふり解散）
- 1989年 - 竹下登内閣が総辞職。
- 1990年 - 練馬三億円事件が発生。加害者の1人は懲役12年の判決を受け服役したが、出所後にマブチモーター社長宅殺人放火事件を起こし4人を殺害して死刑が確定した。
- 1992年 - デンマークが国民投票の結果、マーストリヒト条約批准を否決。
- 1992年 - 関東鉄道常総線列車衝突事故。
- 1995年 - ボスニア・ヘルツェゴビナ紛争: NATOの飛行禁止空域をパトロール中の米空軍のF-16戦闘機が、スルプスカ共和国軍の地対空ミサイルで撃墜される。 (en:Mrkonjić Grad incident)
- 1995年 - メジャーリーグ・ロサンゼルス・ドジャースに移籍した野茂英雄投手がメジャー初勝利。
- 1999年 - ブータン国営放送がテレビ放送を開始。
- 2001年 - 北海道札幌市に札幌ドームが新設される。
- 2003年 - 欧州宇宙機関 (ESA) が、ヨーロッパ初の惑星探査機となる火星探査機「マーズ・エクスプレス」をカザフスタンのバイコヌール宇宙基地から打ち上げ。
- 2006年 - 成田国際空港第1ターミナル南ウイング（第5サテライト）オープン。全日空などスターアライアンス各社一斉に第2ターミナル、または第1ターミナル北ウイングから移動。
- 2007年 - 道路交通法改正。中型自動車区分新設など。
- 2008年 - パキスタンのデンマーク大使館前で自動車爆弾を使った自爆攻撃が発生。8名が死亡,約30人が負傷した[2]。
- 2014年 - テランガーナ州（テルグ語：తెల౦గాణ、英語: Telangana）が、アーンドラ・プラデーシュ州から分割される[3]。

## 誕生日

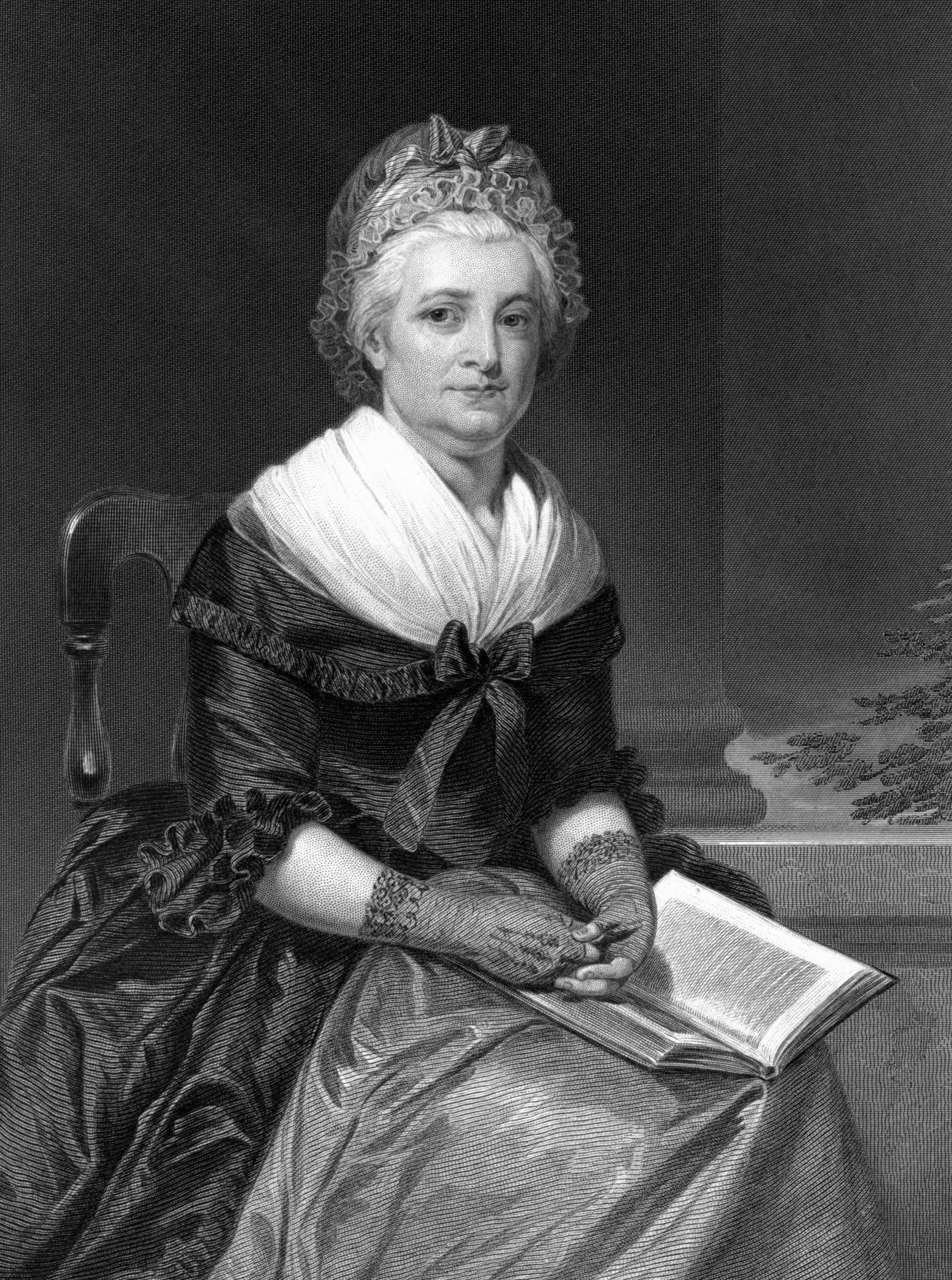
初代アメリカ合衆国のファーストレディ、マーサ・ワシントン(1731-1802)誕生。

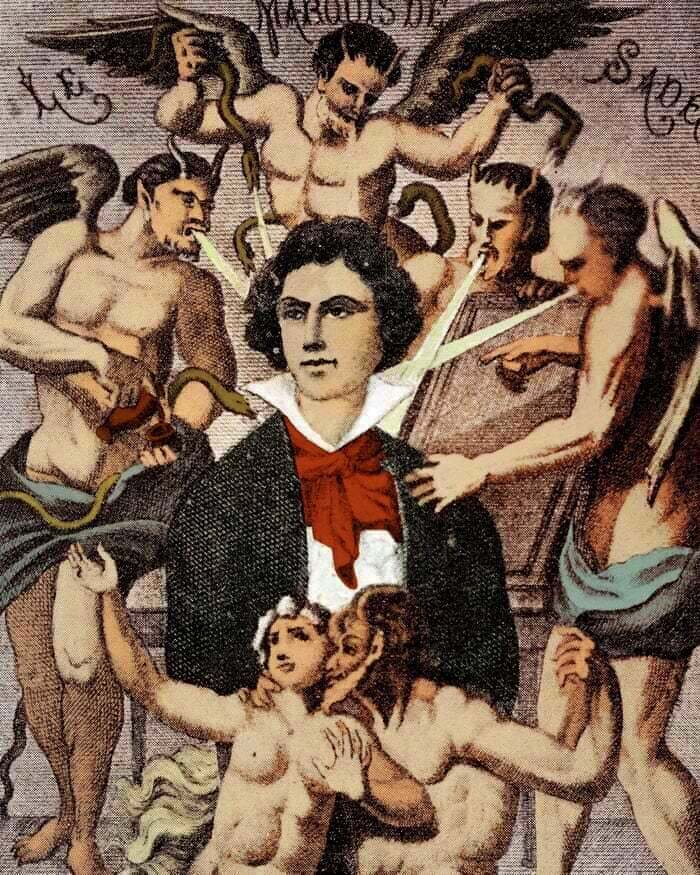
作家マルキ・ド・サド(1740-1814)誕生。

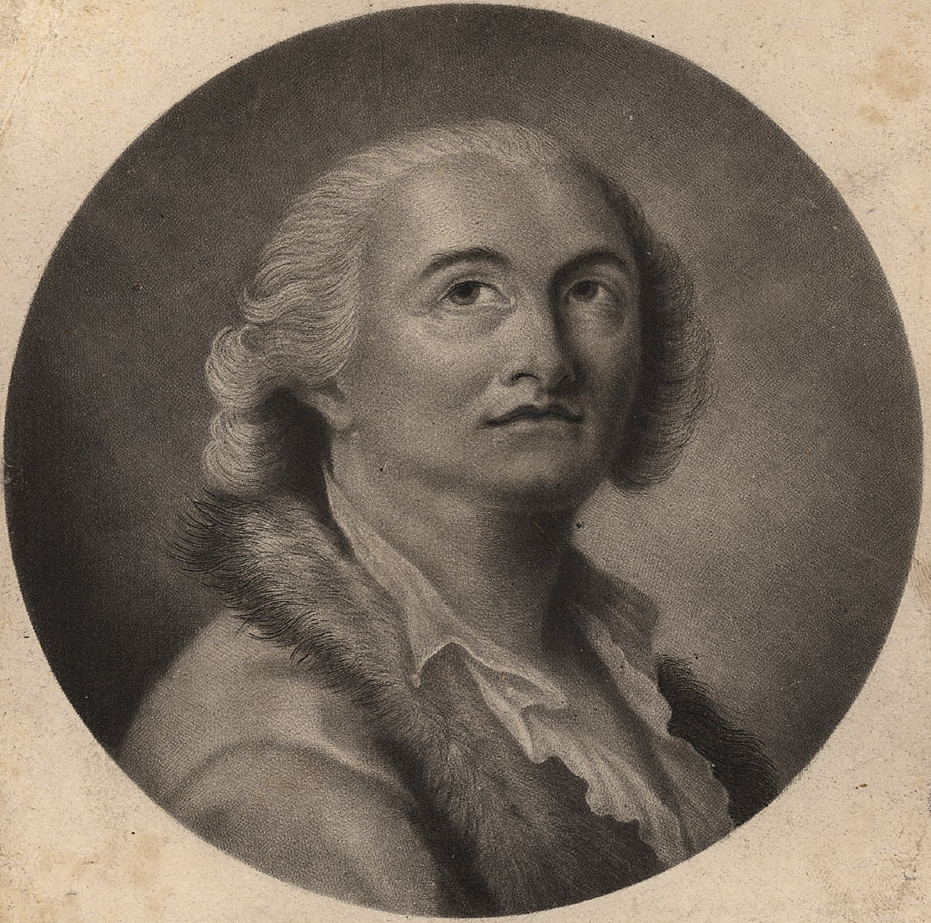
錬金術師・詐欺師、カリオストロ(1743-1795)誕生。

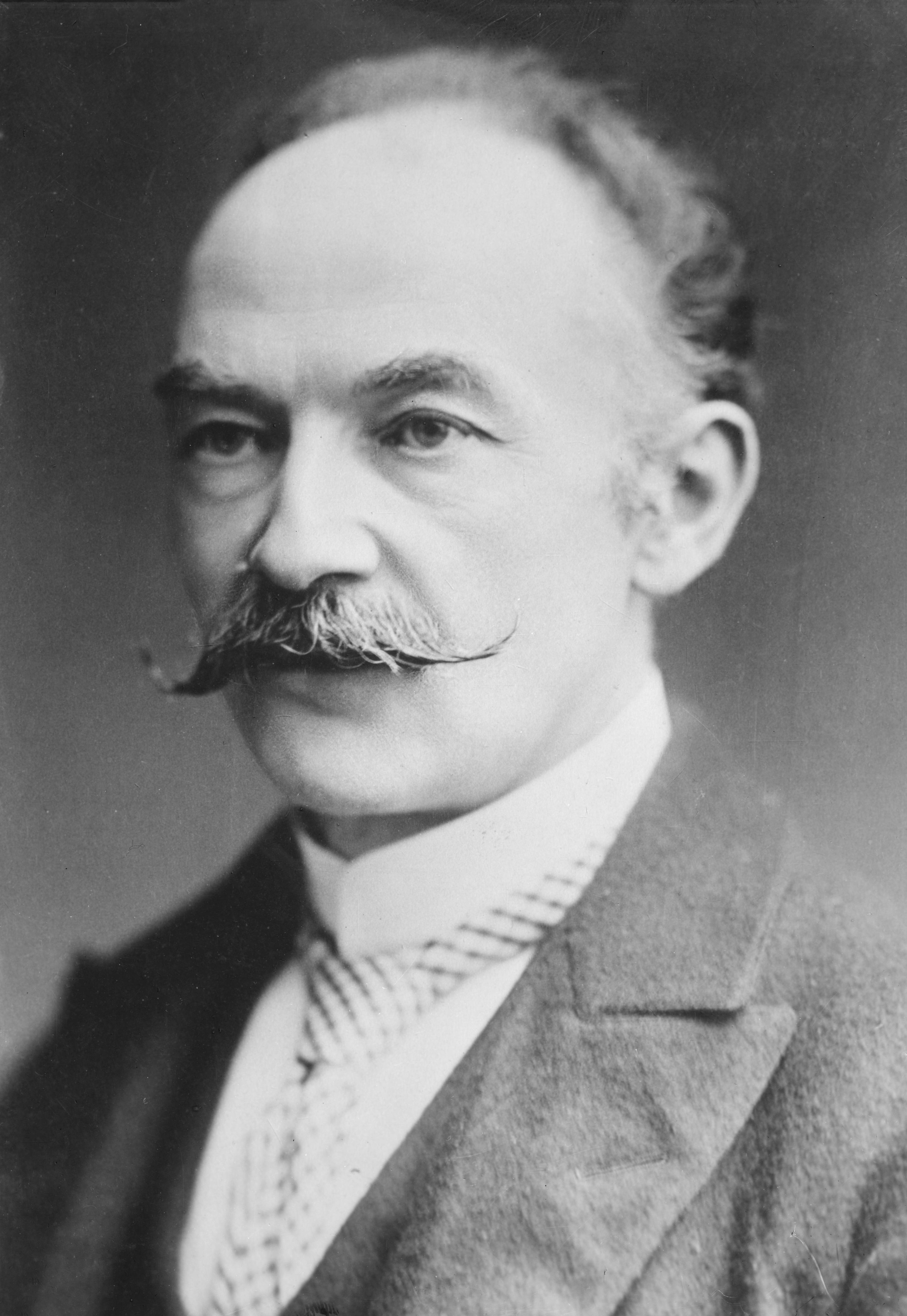
作家トーマス・ハーディ(1840-1928)誕生。

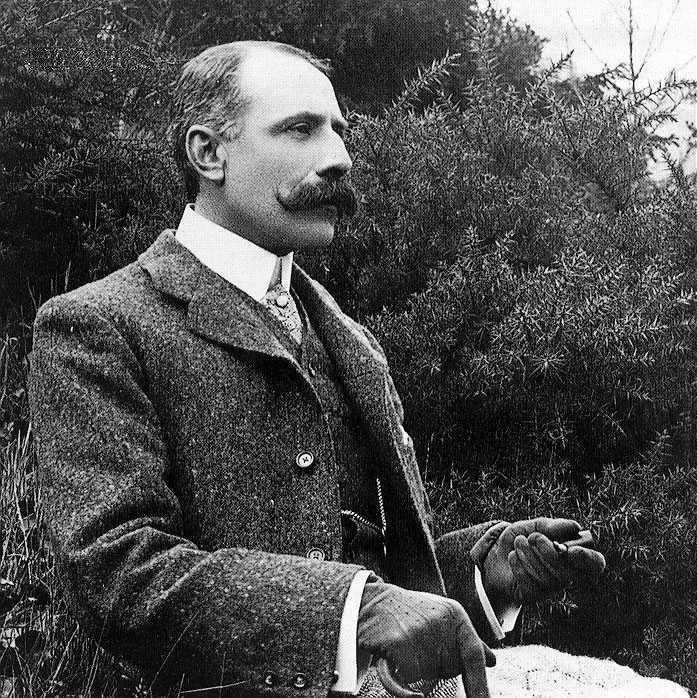
作曲家エドワード・エルガー(1857-1934)誕生。

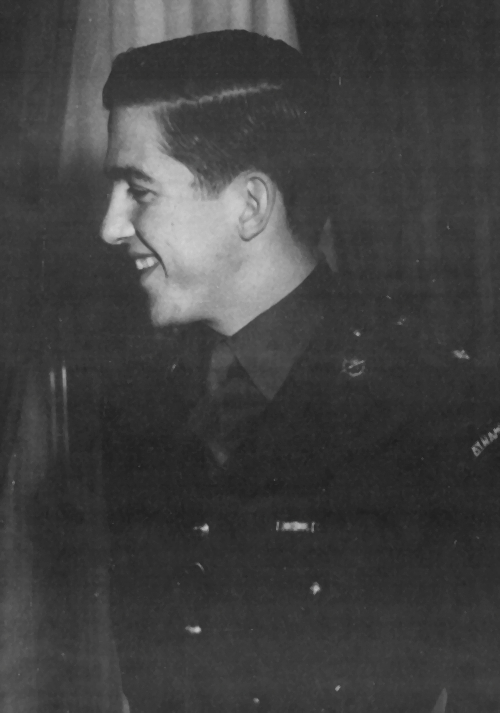
最後のギリシャ王、コンスタンティノス2世(1940-2023)誕生。画像は皇太子のときのもの。

- 1428年（正長元年4月19日） - 朝倉孝景、朝倉氏7代目当主（+ 1481年）
- 1535年 - レオ11世、第232代ローマ教皇（+ 1605年）
- 1731年 - マーサ・ワシントン、アメリカ合衆国のファーストレディ、初代アメリカ合衆国大統領ワシントンの妻（+ 1802年）
- 1740年 - マルキ・ド・サド、小説家（+ 1814年）
- 1743年 - カリオストロ、魔術師、錬金術師（+ 1795年）
- 1798年（寛政10年4月18日） - 中山みき、天理教教祖（+ 1887年）
- 1815年 - フィリップ・カーニー、アメリカ陸軍の軍人（+ 1862年）
- 1822年 - 第7代マールバラ公ジョン・スペンサー＝チャーチル、貴族、政治家（+ 1883年）
- 1835年 - ピウス10世、第256代ローマ教皇（+ 1914年）
- 1835年 - ニコライ・ルビンシテイン、音楽家（+ 1881年）
- 1838年 - アレクサンドラ・ペトロヴナ、ロシア帝国の皇族（+ 1900年）
- 1840年 - トーマス・ハーディ、小説家（+ 1928年）
- 1857年 - エドワード・エルガー、作曲家（+ 1934年）
- 1857年 - カール・ギェレルプ、詩人、小説家（+ 1919年）
- 1863年 - フェリックス・ワインガルトナー、指揮者（+ 1942年）
- 1886年 - 安川第五郎、実業家（+ 1976年）
- 1898年 - 河野一郎、政治家（+ 1965年）
- 1901年 - 冬島泰三、映画監督、脚本家（+ 1981年）
- 1904年 - ジョニー・ワイズミュラー、競泳選手、俳優（+ 1984年）
- 1906年 - 橋本龍伍、政治家、第81代文部大臣、第24代厚生大臣、第36代厚生大臣（+ 1962年）
- 1909年 - 吉岡隆徳、陸上選手（+ 1984年）
- 1914年 - 堂垣内尚弘、政治家、第47-54代北海道知事（+ 2004年）
- 1915年 - 八洲秀章、作曲家（+ 1985年）
- 1915年 - タピオ・ヴィルカラ、デザイナー、彫刻家（+ 1985年）
- 1916年 - 笠原一男、歴史学者、東京大学名誉教授（+ 2006年）
- 1917年 - ハインツ・ジールマン、写真家、ドキュメンタリー映画製作者（+ 2006年）
- 1918年 - アントーン・ハフナー、ドイツ空軍のエース・パイロット（+ 1944年）
- 1918年 - 井上康弘、元プロ野球選手（+ 没年不詳）
- 1920年 - 関沢新一、脚本家、作詞家、写真家（+ 1992年）
- 1920年 - マルツェル・ライヒ＝ラニツキ、文芸評論家（+ 2013年）
- 1921年 - カリンティ・フェレンツ、作家、ジャーナリスト、翻訳家（+ 1992年）
- 1922年 - クレア・パターソン、地質学者（+ 1995年）
- 1923年 - ロイド・シャープレー、経済学者、数学者、ノーベル経済学賞受賞者（* 2016年）
- 1924年 - 飯干晃一、作家（+ 1996年）
- 1924年 - 小川善治、元プロ野球選手（+ 1987年）
- 1926年 - 千代の山雅信、大相撲第41代横綱、年寄11代九重（+ 1977年）
- 1929年 - ケン・マグレガー、テニス選手（+ 2007年）
- 1932年 - 小田実、作家（+ 2007年）
- 1932年 - 江森陽弘、ジャーナリスト（+ 2015年）
- 1932年 - 中野隆夫、元プロ野球選手
- 1935年 - 金光秀憲、元プロ野球選手
- 1935年 - 花形恵子、声優（+ 2015年）
- 1936年 - 今野由梨、実業家
- 1937年 - 尾崎千秋、アナウンサー、ラジオパーソナリティ
- 1937年 - 八代英太、政治家、アナウンサー、タレント、大学教授
- 1937年 - ロバート・ポール、フィギュアスケート選手（+ 2024年）
- 1940年 - コンスタンティノス2世、ギリシャ王（+ 2023年）
- 1940年 - 矢田美英、政治家　(+2024年)
- 1941年 - ステイシー・キーチ、俳優
- 1941年 - チャーリー・ワッツ、ロックドラマー（ローリング・ストーンズ）(+2021年)
- 1944年 - 平泉成、俳優
- 1944年 - 上田みゆき、声優
- 1945年 - 三沢あけみ、演歌歌手、女優
- 1945年 - リチャード・ロング、美術家
- 1946年 - 西村知道、声優
- 1946年 - 薮野祐三、政治学者
- 1946年 - 倉橋寛、元プロ野球選手
- 1947年 - 市川正和、実業家、元日野自動車会長
- 1947年 - 石崎一夫、元プロ野球選手
- 1948年 - 千田彰、歯科医師、歯学者
- 1948年 - 中村順二、元プロ野球選手
- 1949年 - 鷲尾真知子、女優、声優
- 1950年 - 灰島かり、児童文学研究者、翻訳家（+ 2016年）
- 1950年 - 島野修、元プロ野球選手（+ 2010年）
- 1950年 - 三好真一、元プロ野球選手（+ 1989年）
- 1951年 - 仁科時成、元プロ野球選手（+ 2020年）
- 1951年 - 松野信夫、政治家
- 1951年 - ギルバート・ベイカー、芸術家、公民権運動家（+ 2017年）
- 1952年 - 三宅俊作、元JX日鉱日石開発社長
- 1954年 - 堀越富三郎、俳優、声優
- 1954年 - 川島千代子、元声優
- 1954年 - 高橋博昭、元アマチュア野球選手、監督
- 1955年 - ダナ・カーヴィ、コメディアン、俳優、司会者
- 1956年 - 山田修司、バレーボール監督、元バレーボール選手
- 1956年 - ヤン・ラマース、F1ドライバー
- 1957年 - 小高伸太、政治家
- 1959年 - プチ・ブルース、ものまねタレント
- 1960年 - 神保美喜、女優、歌手
- 1960年 - トニー・ハドリー 、ミュージシャン（元スパンダー・バレエ）
- 1961年 - 三雲茂晴、元アナウンサー
- 1962年 - 森忠仁、元プロ野球選手
- 1962年 - ダネル・コールズ、元プロ野球選手
- 1963年 - 近藤勝也、キャラクターデザイナー
- 1963年 - 鈴木英一郎、声優
- 1964年 - 山下章、ゲームライター、ゲーム評論家
- 1964年 - 生田武志、社会運動家
- 1964年 - 高柳出己、元プロ野球選手
- 1965年 - 今野緒雪、小説家
- 1965年 - 富田京子、ミュージシャン
- 1965年 - 引田有美、声優
- 1965年 - 栫政彦、元プロ野球選手
- 1967年 - 橋口たかし、漫画家
- 1967年 - 豊田次郎、元プロ野球選手
- 1967年 - ドナルド・レモン、元プロ野球選手
- 1967年 - 茂出木浩司、料理人
- 1968年 - 清水博子、小説家（+ 2013年）
- 1970年 - 西川大輔、元体操選手
- 1970年 - 松山将樹、調教師
- 1970年 - 吉野弘幸、脚本家
- 1971年 - 桑原和生、俳優
- 1971年 - そのだつくし、漫画家
- 1971年 - ロベルト・ペタジーニ、元プロ野球選手
- 1972年 - ウェントワース・ミラー、俳優
- 1972年 - ラウル・イバニェス、元プロ野球選手
- 1973年 - 長谷泰宏、作曲家、作詞家、編曲家
- 1973年 - 岩下修一、元プロ野球選手
- 1974年 - 五月女ケイ子、イラストレーター
- 1974年 - 渡邉泰憲、元ラグビー選手
- 1976年 - アントニオ・ホジェリオ・ノゲイラ、総合格闘家
- 1976年 - アントニオ・ホドリゴ・ノゲイラ、総合格闘家
- 1976年 - 原田健二、元プロ野球選手
- 1976年 - 増田こうすけ、漫画家
- 1976年 - 箕輪義信、元サッカー選手
- 1976年 - 本間俊彦、放送作家
- 1976年 - 政井マヤ、アナウンサー
- 1977年 - 大塚慶輔、サッカー指導者
- 1977年 - シリモンコン・シンワンチャー、格闘家
- 1978年 - ガッテン森枝、構成作家、元お笑い芸人（元エレファントジョン）
- 1978年 - 柳沼淳子、フリーアナウンサー
- 1980年 - 又吉直樹、お笑いタレント、小説家（ピース）
- 1980年 - 末續慎吾、陸上選手
- 1980年 - 林哲也、元タレント
- 1980年 - 鈴木健太郎、元サッカー選手
- 1980年 - ジョン・ケアー、フィギュアスケート選手
- 1981年 - カテリーナ・マヌーキアン、ヴァイオリニスト
- 1981年 - 水野竜也、格闘家
- 1981年 - 蓮見孝之、アナウンサー
- 1981年 - 籾谷真弘、元サッカー選手
- 1982年 - 小泉悠、軍事評論家、軍事アナリスト
- 1982年 - 鈴木夕佳、元タレント
- 1982年 - 伊藤義弘、元プロ野球選手
- 1983年 - 三井りあ、タレント
- 1983年 - 牧尾結衣、元アナウンサー
- 1983年 - 山本悠美子、元アナウンサー
- 1984年 - 兼崎健太郎、俳優
- 1984年 - 尾崎匡哉、元プロ野球選手
- 1984年 - リリー、お笑い芸人 (見取り図）
- 1985年 - 沢城みゆき[4]、声優
- 1985年 - 宮西尚生、プロ野球選手
- 1986年 - 浦えりか、元グラビアアイドル、女優、歌手
- 1986年 - クリス・マーティン、プロ野球選手
- 1986年 - J.T.ワイズ、プロ野球選手
- 1987年 - 日向寺雅人、俳優
- 1987年 - 三枝こころ、ファッションモデル
- 1987年 - 白鳥吏南、歌手（元Chix Chicks）
- 1987年 - 久保田康介、弁護士、YouTuber
- 1987年 - 藤田征也、サッカー選手
- 1987年 - 高橋悠、サッカー選手
- 1987年 - 黒羽根利規、元プロ野球選手
- 1988年 - 齋藤彩夏、声優
- 1988年 - 長尾卓也、俳優
- 1988年 - 原大輝、元プロ野球選手
- 1988年 - 乾貴士、サッカー選手
- 1988年 - 岩沼俊介、サッカー選手
- 1988年 - セルヒオ・アグエロ、サッカー選手
- 1989年 - フレディー・アドゥー、サッカー選手
- 1989年 - 浅田美穂、ファッションモデル、歌手
- 1990年 - 三輪紋子、女優、タレント
- 1990年 - まいか、お笑いタレント（元つぼみ）
- 1990年 - 稲垣啓太、ラグビー選手
- 1990年 - 橋本真衣、アナウンサー
- 1990年 - 岡田晴樹、元騎手
- 1990年 - オリヴァー・バウマン、サッカー選手
- 1990年 - ジャック・ロウデン、俳優
- 1991年 - 中田萌、水球選手
- 1992年 - ケイレブ・カワート、プロ野球選手
- 1993年 - 藤原夏海、声優
- 1993年 - 團遥香、女優、タレント
- 1993年 - 加藤冠、小説家、元タレント（元ジャニーズJr.）
- 1994年 - 三ツ井利也、バスケットボール選手
- 1994年 - シュラウド、元プロゲーマー、ストリーマー
- 1995年 - 平井貴大、声優、俳優
- 1995年 - 馬瓜エブリン、バスケットボール選手
- 1995年 - 徳永千紘、元ハンドボール選手
- 1997年 - 藤崎剛、元子役
- 1997年 - 佐藤世那、元プロ野球選手
- 1998年 - 佐藤奨真、プロ野球選手
- 1998年 - 内田宅哉、サッカー選手
- 1999年 - 伊原六花、女優、タレント
- 1999年 - 辻野かなみ、アイドル（超ときめき♡宣伝部）
- 1999年 - 菊地大稀、プロ野球選手
- 1999年 - 深川大輔、サッカー選手
- 1999年 - 入澤まい、元バレーボール選手
- 1999年 - シルケ・ファンアーフェルマート、バレーボール選手
- 2000年 - 工藤優、元子役
- 2000年 - 市野莉佳、YouTuber（りかりこ）
- 2000年 - 市野莉子、YouTuber（りかりこ）
- 2001年 - 内海誠子、女優
- 2001年 - 宮城天、サッカー選手
- 2001年 - 御家瀬緑、陸上競技選手
- 2002年 - 鶴川正也、陸上競技選手
- 2003年 - 池田彪馬、俳優、歌手、ダンサー
- 2005年 - 久保廉、アイドル（ジュニア、少年忍者）
- 2005年 - 小野澤謙真、ラグビー選手
- 2006年 - 今朝丸裕喜、プロ野球選手
- 生年不詳 - 天野有希子、舞台女優、声優
- 生年不詳 - まこと、ストリーマー、声優
- 生年不詳 - 井上元伸、漫画家
- 生年不詳 - 柳葉あきら、漫画家

## 忌日

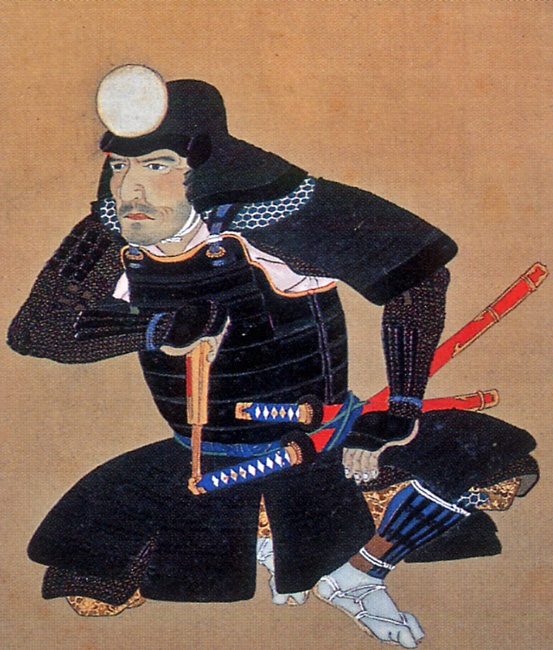
後藤基次(1560-1615)、大坂夏の陣で戦死。

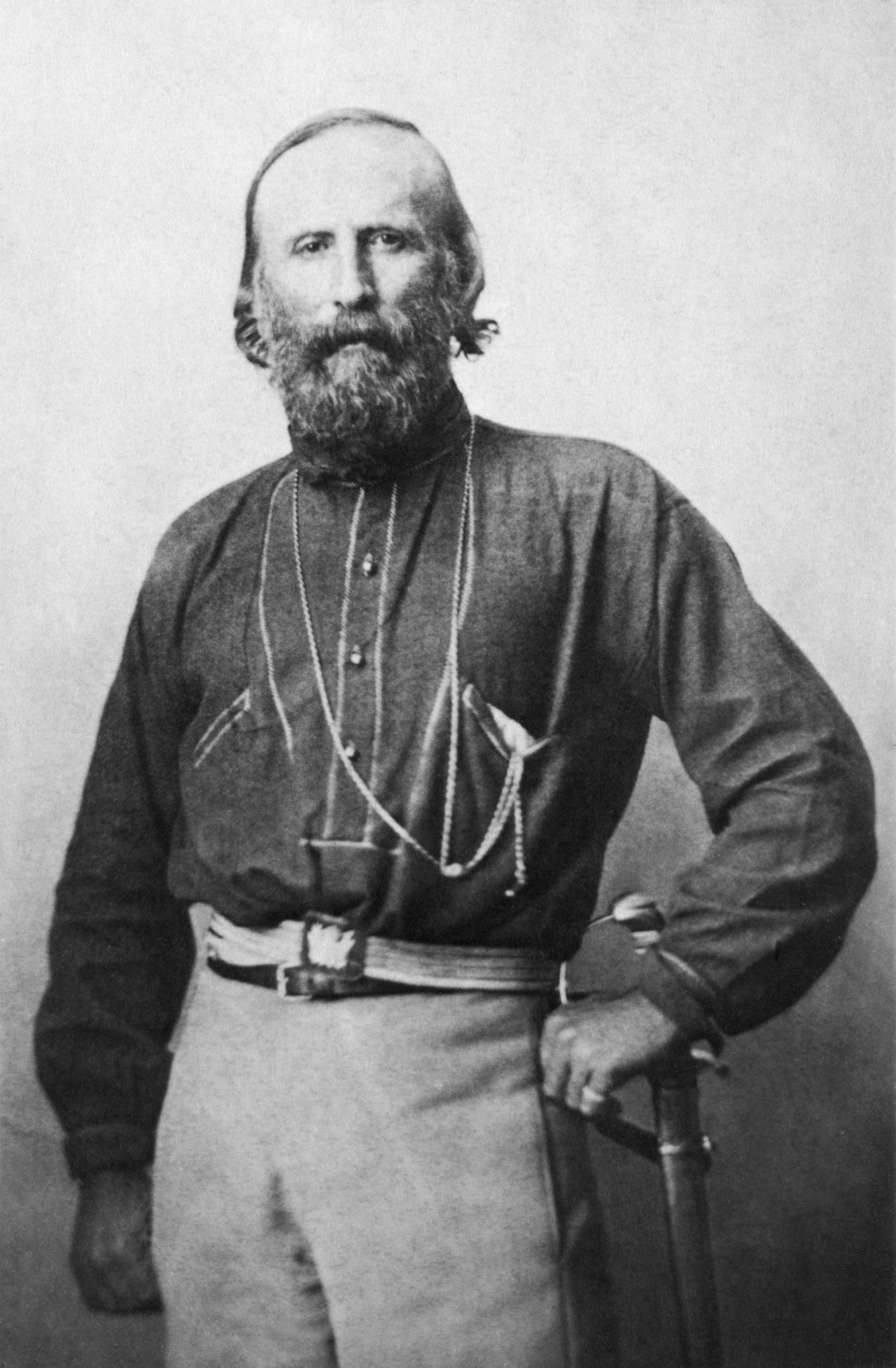
イタリアの英雄ジュゼッペ・ガリバルディ(1807-1882)没。国葬が行われた。

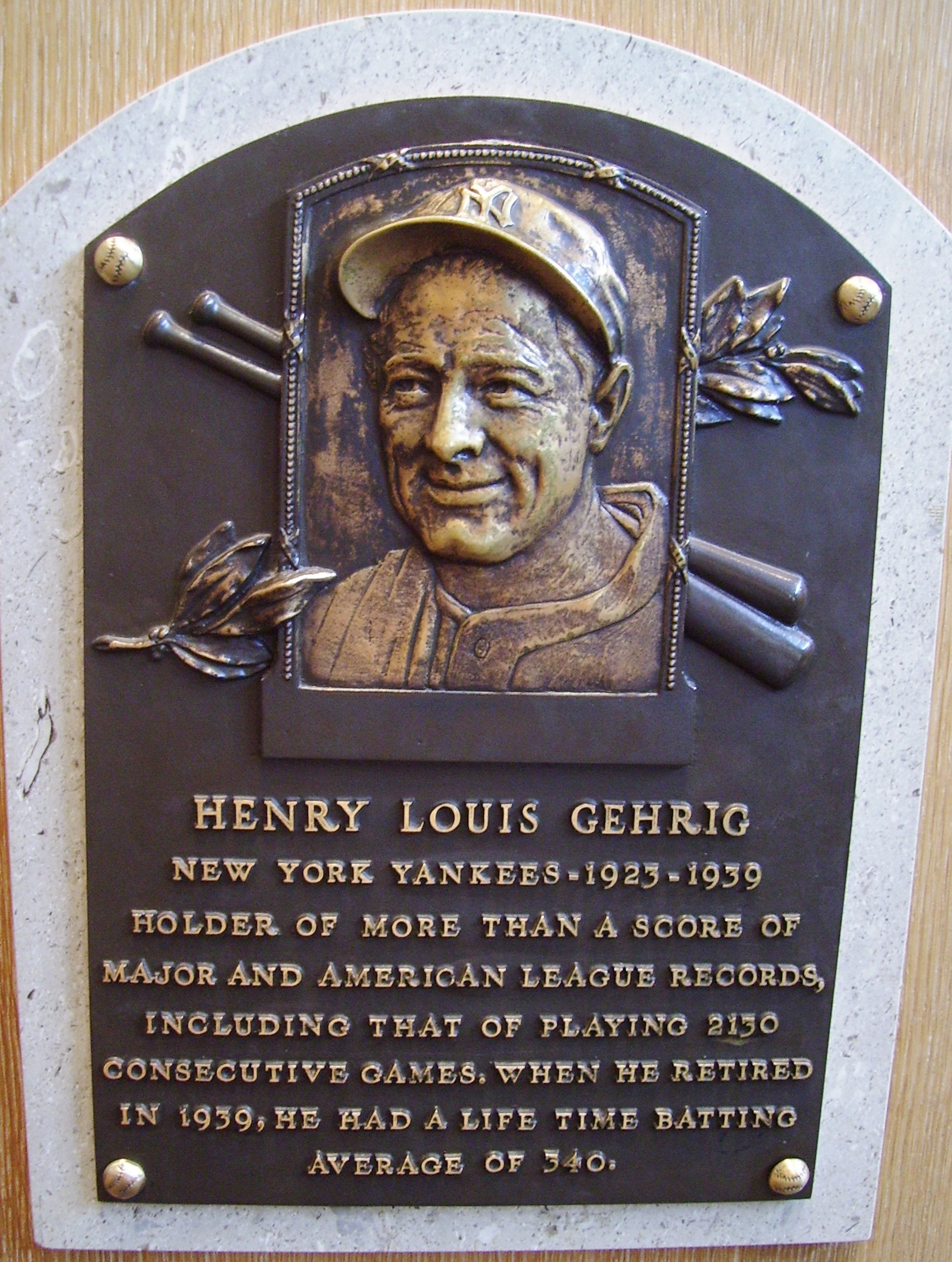
大リーガールー・ゲーリッグ(1903-1941)、筋萎縮性側索硬化症で没。

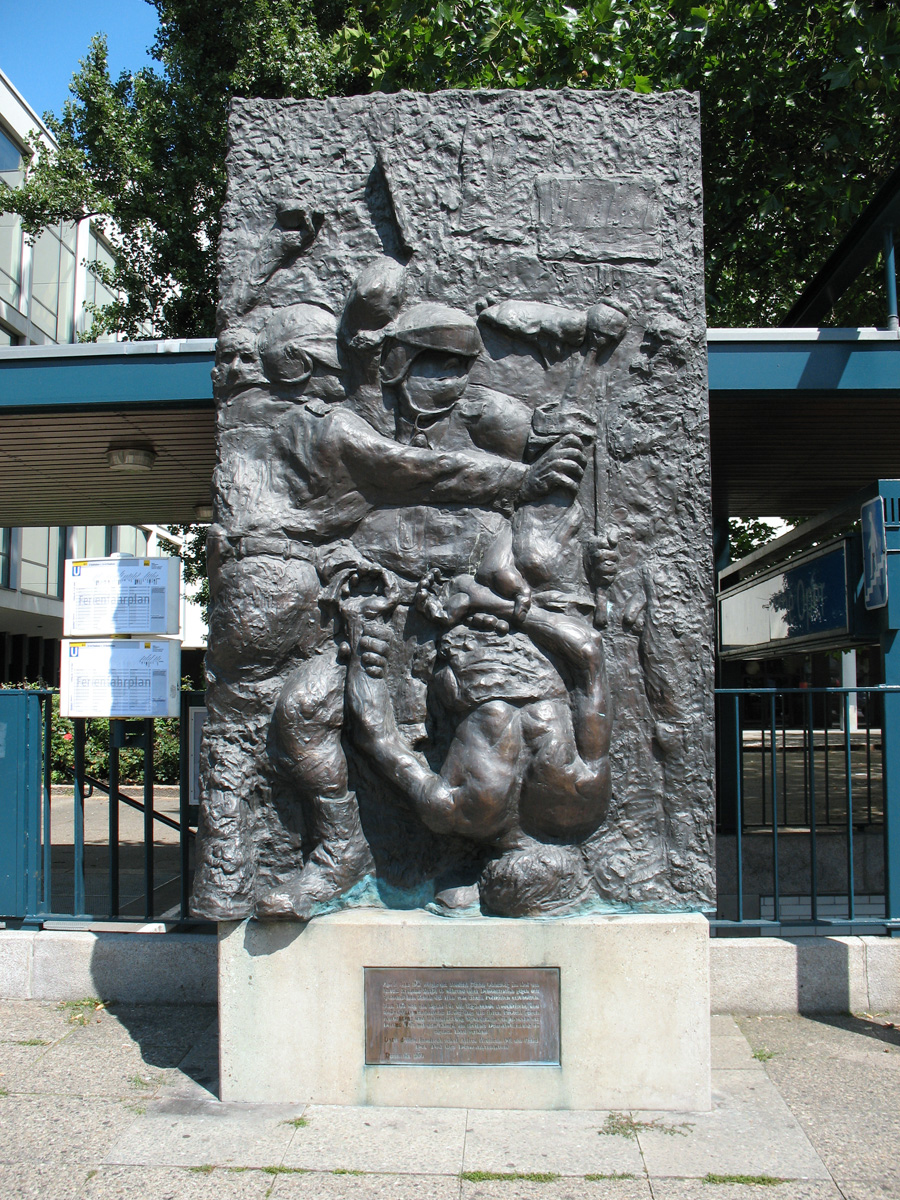
ベンノ・オーネゾルク(1940-1967)射殺。西ドイツの学生運動を過激化させた。

- 1397年（応永4年5月7日） - 細川頼元、室町幕府管領（* 1343年）
- 1572年 - トマス・ハワード (第4代ノーフォーク公)、イングランド貴族（* 1536年）
- 1602年（慶長7年4月14日） - 里村紹巴、連歌師（* 1525年）
- 1607年（慶長12年閏4月8日） - 結城秀康（松平秀康）、戦国武将、初代福井藩主、徳川家康の次男（* 1574年）
- 1615年（元和元年5月6日） - 後藤基次、戦国武将（* 1560年）
- 1615年（元和元年5月6日） - 木村重成、豊臣秀頼の小姓（* 1593年）
- 1615年（元和元年5月6日） - 薄田兼相、戦国武将
- 1615年（元和元年5月6日） - 増田盛次、戦国武将
- 1625年（寛永2年4月27日） - 毛利輝元[5]、初代長州藩主（* 1553年）
- 1701年 - マドレーヌ・ド・スキュデリ（英語版）、作家（* 1607年）
- 1761年（宝暦11年4月29日） - 伊藤宗看 (3代)、将棋指し（* 1706年）
- 1835年 - フランソワ・エティエンヌ・ケレルマン、フランス帝国軍の将軍（* 1770年）
- 1839年 - ウィナンド・ニュイエン、オランダの風景画家（* 1813年）
- 1872年 - ベンジャミン・スタントン、第6代オハイオ州副知事（* 1809年）
- 1882年 - ジュゼッペ・ガリバルディ、イタリア王国のリソルジメント指導者（* 1807年）
- 1885年 - カール・アントン、プロイセン王国宰相（* 1811年）
- 1890年 - 松平春嶽、第14代福井藩主（* 1828年）
- 1901年 - 大河内正質、大多喜藩主、江戸幕府の老中格（* 1844年）
- 1901年 - 馬偕、宣教師、教育家（* 1844年）
- 1903年 - アンドリュー・コンモン、天文学者（* 1841年）
- 1905年 - 津田出、日本陸軍の少将、貴族院議員（* 1832年）
- 1915年 - デーブ・オル、元プロ野球選手（* 1859年）
- 1924年 - ジェイ・ヒューズ、元プロ野球選手（* 1874年）
- 1927年 - 王国維、歴史家、文学者（* 1877年）
- 1932年 - ジョン・ウォルター・グレゴリー、地質学者、探検家（* 1864年）
- 1933年 - 遠藤波津子、美容家（* 1862年）
- 1933年 - フランク・ジャービス、陸上競技選手（* 1878年）
- 1936年 - 大槻快尊、心理学者（* 1880年）
- 1938年 - 横河一郎、横河電機初代社長（* 1885年）
- 1937年 - ルイ・ヴィエルヌ、作曲家（* 1870年）
- 1939年 - エンリケ・フェルナンデス・アルボス、作曲家、ヴァイオリニスト（* 1863年）
- 1941年 - ルー・ゲーリッグ、元プロ野球選手（* 1903年）
- 1942年 - 内田定槌、外交官（* 1865年）
- 1943年 - アラン・ロイ・ダフォー、産科医（* 1883年）
- 1945年 - アグネス・ベーデン＝パウエル、ガールガイド（ガールスカウト）運動創始者（* 1858年）
- 1945年 - 平山信、天文学者（* 1867年）
- 1948年 - カール・ブラント、医師（* 1904年）
- 1951年 - エミール＝オーギュスト・シャルティエ、哲学者（* 1868年）
- 1956年 - ジーン・ハーショルト、俳優、映画救済基金（英語版）元会長（* 1886年）
- 1958年 - 有馬忠三郎、弁護士、弁理士、法学博士（* 1879年）
- 1962年 - ヴィタ・サックヴィル＝ウェスト、小説家、詩人、造園家（* 1892年）
- 1966年 - 宮沢胤勇、政治家（* 1887年）
- 1969年 - マイク・ベローイズ、プロボクサー（* 1911年）
- 1970年 - ブルース・マクラーレン、F1レーサー、マクラーレン創始者（* 1937年）
- 1972年 - 高村豊周、鋳金家、金沢美術工芸大学名誉教授（* 1890年）
- 1973年 - 近衛秀麿、指揮者（* 1898年）
- 1974年 - アーノルド・ラン（英語版）、スキーヤー、登山家（* 1888年）
- 1974年 - 鈴木誠一、レーシングドライバー（* 1936年）
- 1974年 - 風戸裕、レーシングドライバー（* 1949年）
- 1976年 - 美川陽一郎、俳優（* 1918年）
- 1977年 - 上野正吉[6]、法医学者、東京大学名誉教授（* 1908年）
- 1977年 - スティーヴン・ボイド、俳優（* 1931年）
- 1978年 - サンティアゴ・ベルナベウ、サッカー選手、レアル・マドリード会長（* 1895年）
- 1979年 - 小田嶽夫、小説家（* 1900年）
- 1981年 - 玉置明善、実業家、元千代田化工建設社長（* 1908年）
- 1982年 - ヘルベルト・クヴァント、実業家（* 1910年）
- 1984年 - 酒井佐和子、漬物研究家（* 1907年）
- 1987年 - アンドレス・セゴビア、ギタリスト（* 1893年）
- 1988年 - ナジーブ・ジガーノフ、作曲家（* 1911年）
- 1989年 - 渡辺岳夫、作曲家（* 1933年）
- 1990年 - レックス・ハリソン、俳優（* 1908年）
- 1990年 - 小泉恒美、元プロ野球選手（* 1942年）
- 1993年 - ジョニー・マイズ、元プロ野球選手（* 1913年）
- 1994年 - 神保史郎、漫画原作者（* 1948年）
- 1995年 - 宮内幸平、声優（* 1929年）
- 1996年 - 川崎祐宣、医師、川崎医科大学創設者（* 1904年）
- 1996年 - 井出一太郎、政治家（* 1912年）
- 1996年 - レオン・ガーフィールド、小説家（* 1921年）
- 1996年 - ピラール・ローレンガー、歌手（* 1928年）
- 1996年 - エイモス・トベルスキー、心理学者（* 1937年）
- 1997年 - 遠藤仁郎、医師、青汁開発者（* 1900年）
- 1997年 - ヘレン・ジェイコブス、テニス選手（* 1908年）
- 1997年 - 数住岸子、ヴァイオリニスト（* 1952年）
- 1998年 - 高森文夫、詩人、政治家（* 1910年）
- 1998年 - 武末悉昌、元プロ野球選手（* 1922年）
- 2000年 - 薮内清、天文学者（* 1906年）
- 2000年 - スヴャトスラフ・フョードロフ、眼科医、政治家（* 1927年）
- 2002年 - 降旗憲二郎、企業家、三菱銀行元常務（* 1910年）
- 2002年 - 鉄砲光三郎、河内音頭歌手（* 1929年）
- 2003年 - フレッド・ブラッシー、プロレスラー（* 1918年）
- 2003年 - 小鶴誠、元プロ野球選手（* 1922年）
- 2004年 - ニコライ・ギャウロフ、バス歌手（* 1929年）
- 2006年 - 大野茂、実業家、元九州電力社長・会長（* 1928年）
- 2006年 - レオン・ポーノール（英語版）、俳優、監督（* 1943年）
- 2007年 - 黄菊、中華人民共和国国務院第一副総理（* 1938年）
- 2007年 - 羽田健太郎、作曲家、ピアニスト（* 1949年）
- 2008年 - メル・ファーラー、俳優（* 1917年）
- 2008年 - ボ・ディドリー、ロックンロール歌手（* 1928年）
- 2008年 - 長沼健、元サッカー選手、日本サッカー協会会長（* 1930年）
- 2008年 - 柳沢信、写真家（* 1936年）
- 2009年 - 知野虎雄、官僚、元衆議院事務総長（* 1919年）
- 2009年 - デイヴィッド・エディングス、ファンタジー作家（* 1931年）
- 2010年 - ジュゼッペ・タッデイ、バリトン歌手（* 1916年)
- 2010年 - 秋山長造、政治家、第15・16代参議院副議長（* 1917年)
- 2010年 - 牧野昭一、作曲家（* 1927年)
- 2010年 - ウラジーミル・アーノルド、数学者（* 1937年)
- 2011年 - レイ・ブライアント、ジャズピアニスト（* 1931年）
- 2012年 - 田口玄一、工学者（* 1924年）
- 2012年 - 武田節子、政治家 （* 1924年）
- 2012年 - キャスリン・ジューステン、女優（* 1939年）
- 2012年 - 吉村朗、写真家（* 1959年）
- 2013年 - 中村誠、グラフィックデザイナー（* 1926年）
- 2013年 - 陳希同、政治家、元北京市長（* 1930年）
- 2013年 - 栗本光明、元プロ野球選手（* 1936年）
- 2013年 - 相馬勝也、元プロ野球選手（* 1963年）
- 2014年 - アレクサンダー・シュルギン、薬理学者、化学者（* 1925年）
- 2014年 - 立間祥介、中国文学者（* 1928年）
- 2014年 - 西田吾郎、数学者、元京都大学副学長（* 1943年）
- 2015年 - 津端修一、建築家、元名城大学教授（* 1925年）
- 2015年 - 中村璋八、中国哲学者、駒澤大学名誉教授（* 1926年）
- 2015年 - アーウィン・ローズ、生化学者（* 1926年）
- 2015年 - 渡辺典博、写真家（* 1936年）
- 2015年 - 若林修、アイスホッケー選手、指導者（* 1944年）
- 2015年 - 小林道夫、哲学者、京都大学名誉教授（* 1945年）
- 2016年 - トム・キッブル、物理学者、ヒッグス機構研究者（* 1932年）
- 2017年 - ピーター・サリス、俳優、声優（* 1921年）
- 2017年 - ジャック・オニール（英語版）、実業家、サーフィンブランドO'NEILL（英語版）創業者（* 1923年）
- 2017年 - 粒来哲蔵、詩人（* 1928年）
- 2017年 - トム・ジャーダ、カーデザイナー（* 1934年）
- 2017年 - 麻鳥千穂、元宝塚歌劇団花組（* 1937年）
- 2017年 - ジェフリー・テイト、指揮者、鍵盤楽器奏者（* 1943年）
- 2017年 - 岡本隆子、元タレント、元吉本新喜劇座員（* 1944年）
- 2017年 - バーバラ寺岡、料理研究家（* 1945年）
- 2018年 - ポール・ボイヤー、化学者、1997年ノーベル化学賞受賞（* 1918年）
- 2018年 - 早川一光、外科医、ラジオパーソナリティ（* 1924年）
- 2018年 - イレネウス・アイブル＝アイベスフェルト、動物行動学者（* 1928年）
- 2019年 - 鹿熊安正、政治家（* 1927年）
- 2019年 - 鬼塚豊吉[7]、経済学者、元法政大学総長代行・名誉教授（* 1933年）
- 2019年 - 蒲谷茂、医療ジャーナリスト（* 1949年）
- 2020年 - カルロ・ウビアリ、元オートバイレーサー（* 1929年）
- 2020年 - 冨田祐一[8]、俳優（* 1936年）
- 2020年 - 山田隆哉、実業家、元ダイハツ工業社長・ジェイテクト会長（* 1941年）
- 2020年 - ウェス・アンセルド、元バスケットボール選手（* 1946年）
- 2020年 - 谷新、美術評論家、元宇都宮美術館館長（* 1947年）
- 2021年 - 石田雄、政治学者、東京大学名誉教授（* 1923年）
- 2021年 - 中村稔、元プロ野球選手（* 1938年）
- 2021年 - 山崎力、政治家（* 1947年）
- 2022年 - 出井伸之、実業家、第6代ソニー社長（* 1937年）
- 2022年 - 出村義和[9]、スポーツジャーナリスト、元『週刊ベースボール』編集長（* 1950年）
- 2023年 - ジャック・ロジエ、映画監督（* 1926年）
- 2023年 - ハインツ・レレケ、ゲルマニスト、民俗学者、口承文芸研究家（* 1936年）
- 2023年 - 髙山由紀子、脚本家、映画監督（* 1940年）
- 2023年 - カイヤ・サーリアホ、作曲家（* 1952年）
- 2024年 - アルマンド・シルベストレ、俳優（* 1926年）
- 2024年 - 土屋俊明、ラグビー選手（* 1932年）
- 2024年 - ラリー・アレン、アメリカンフットボール選手（* 1971年）
- 2025年 - ピエール・ノラ、歴史家（* 1931年）
- 2025年 - デイヴィッド・マクギリヴレイ、フィギュアスケーター（* 1949年）
- 2025年 - 許其亮、軍人、政治家、元中国人民解放軍空軍上将（* 1950年）

## 記念日・年中行事

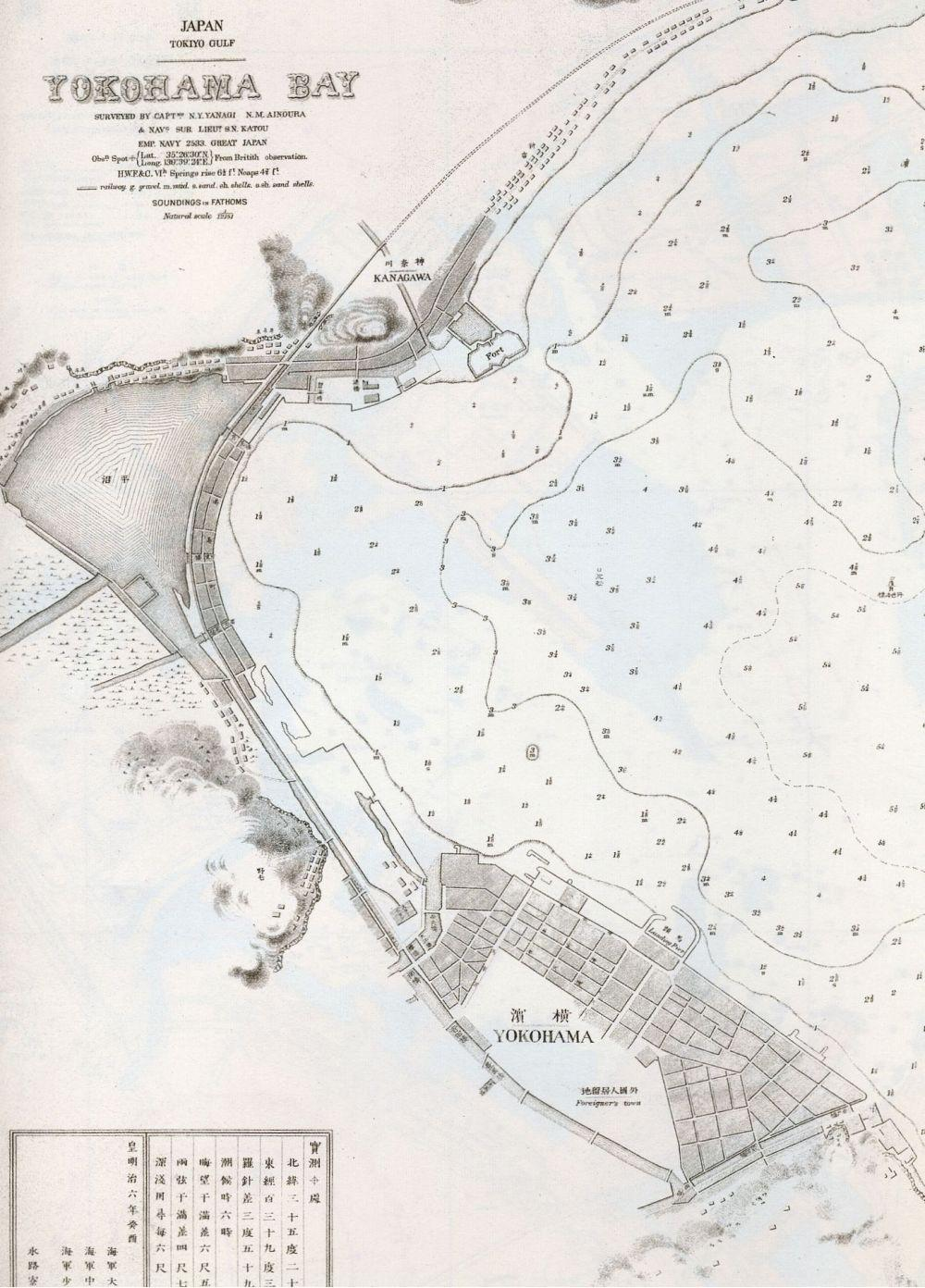
横浜港開港記念日。画像は1874年の横浜港

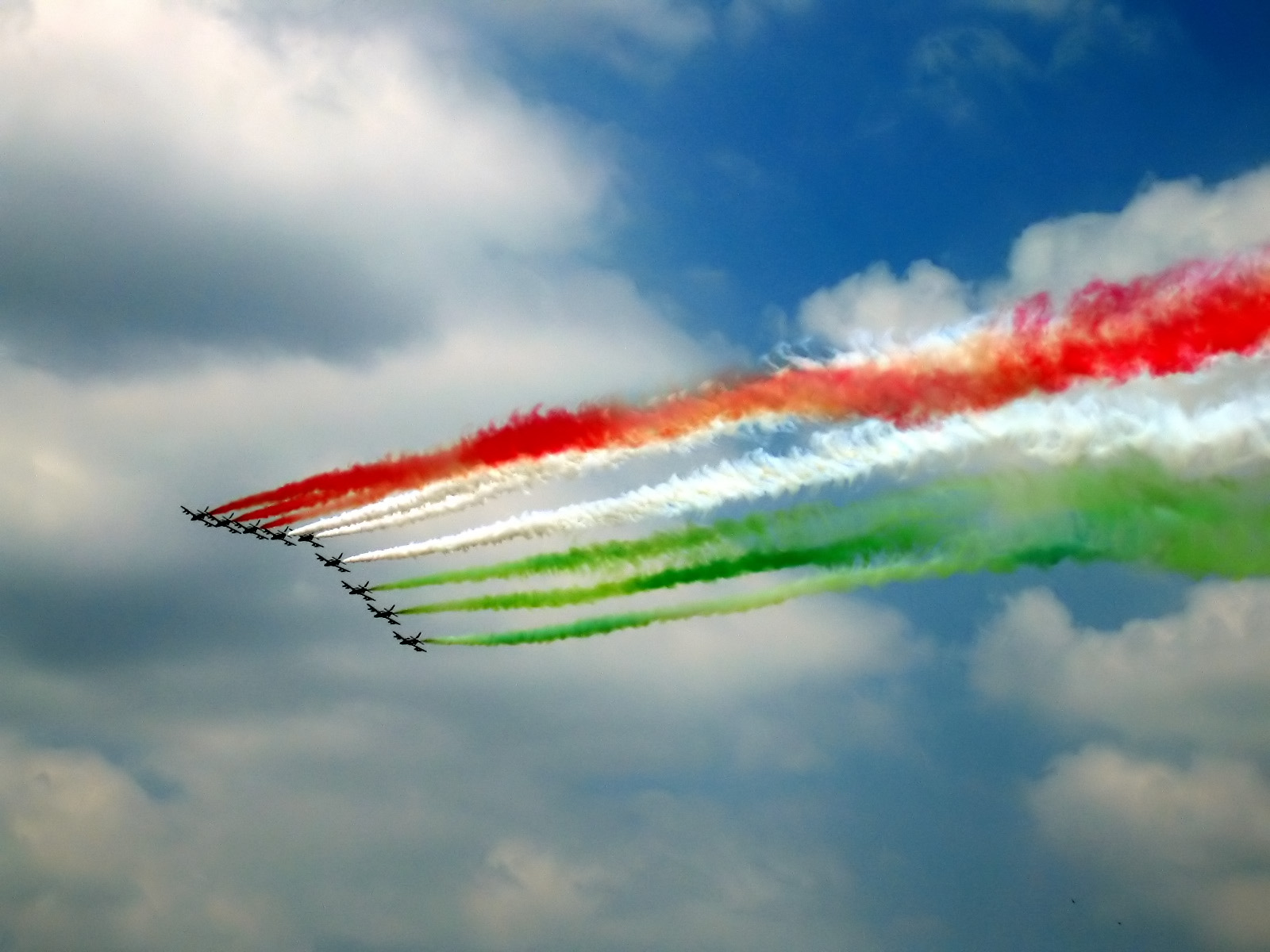
イタリアの共和国記念日

- 現国王戴冠記念日（ ブータン）
2008年のこの日、2006年12月に即位した現国王ジグミ・ケサル・ナムゲル・ワンチュクが戴冠した。
- 共和国記念日（ イタリア）
1946年6月2日、国民投票により王制に代わって共和制を政体とすることを決定した。
- イタリアワインの日（ 日本）
イタリア大使館とイタリア貿易振興会が2007年に制定。イタリアの祝日「共和国記念日」にあわせて、イタリアワインをPRするイベントが行われる。
- CEの日（ 日本）
日本臨床工学技士会がCE志望者拡大に繋げる広報活動の一環として制定した。臨床工学技士が国家資格として公布された日。
- 横浜港開港記念日・長崎港記念日（ 日本）
1859年（安政6年）6月2日（新暦では7月1日）、前年に締結された日米修好通商条約により横浜港・長崎港が開港したことから。
- 横浜カレー記念日（ 日本）
横浜港の開港とともにカレーも日本に入って来たとして、横濱カレーミュージアムが制定した。
- 路地の日（ 日本）
長野県下諏訪町の「路地を歩く会」が、路地の良さを見直そうと制定。六(ろ)二(じ)で「ろじ」の語呂合せ。
- ローズの日（ 日本）
奈良県香芝市の雑貨店・フレンチレースが制定。六(ろ)2(ツー)で「ローズ」の語呂合せ。

- 裏切りの日（ 日本）
天正10年6月2日（新暦1582年6月21日）、本能寺の変で、織田信長が明智光秀に裏切られて攻められ、本能寺で自害した。中国の毛利攻めに難儀している羽柴秀吉の応援を命じられた明智光秀は、進軍の途中で道を変更し、本能寺の織田信長を襲った。襲撃を知った信長は近侍の森蘭丸に誰の襲撃か尋ね、光秀と聴くと「是非もなし」と応えて自害したと、『信長公記』に伝えられている。
- 信長公忌（ 日本）
織田信長は、天正10年6月2日（新暦1582年6月21日）、本能寺の変で明智光秀に討たれた。織田信長・信忠をはじめ、本能寺の変で討ち死にした110余名を祀る京都市上京区の阿弥陀寺では、普段は非公開の本堂が一般公開される。阿弥陀寺は、大正6年、信長公に正一位を追贈する際に「信長本廟所」と公認され、勅使が来寺した寺院[10]。